# Долха, Эмилиан
Эми́лиан Долха  (рум. Emilian Dolha; 3 ноября 1979, Турда, Румыния) — румынский футболист, вратарь.

## Биография

### Клубная карьера
Первые тренеры — Валериу Сомесан и Аурель Налати. Закончил Клужский университет. Футбольную карьеру начинал в команде «Глория» из города Бистрица. Затем выступал за команды: «Олимпия» (Сату Маре) и «Рапид» (Бухарест).
Сезон 2006/07 провёл в краковской «Висле», а через год играл в познанском «Лехе». В 2008 году Долха перешёл в бухарестское «Динамо». В августе 2011 года подписал контракт с воронежским «Факелом». В команде взял 25 номер. После окончания сезона 2011/12 покинул «Факел».
Летом 2012 года на правах свободного агента перешёл в «Глорию» из города Бистрица. В команде взял 22 номер.

### Карьера в сборной
В составе национальной сборной Румынии провёл два матча.